# Говерла
Гове́рла (укр. Гове́рла, с рум. Hovârla — «труднопроходимое возвышение», ист. венг. Hóvár) — гора, наивысшая точка Украины. Говерла расположена на границе Закарпатской и Ивано-Франковской областей, около 21 км от границы с Румынией. Относится к хребту Черногора в Карпатах. Высота горы составляет 2060,8 метров над уровнем моря.
У подножия находится один из истоков реки Прут. Первый туристический маршрут с восхождением на гору был открыт в 1880 году. Из крупных населённых пунктов поблизости находятся Рахов, Ясиня и Ворохта.

## Туризм
Является туристическим объектом. При хорошей видимости на севере можно увидеть города Ивано-Франковской области: Ивано-Франковск, Коломыю и Снятин, а в южном направлении — румынский город Сигету-Мармацией[уточнить]. С вершины Говерлы отчётливо видна закарпатская гора Петрос (2020 м). На юго-восток тянется вереница вершин Черногорского хребта. В ясную погоду видно обсерваторию Белый слон на горе Поп Ива́н Черногорский. На юго-западе от горы возвышается Марморошский хребет, по которому проходит граница Румынии и Украины.
У подножия горы находится один из истоков реки Прут. Недалеко от истока расположен каскад водопадов, общая высота которого составляет около 80 метров.

## Климат
| Показатель                    | Янв. | Фев. | Март | Апр. | Май  | Июнь | Июль | Авг. | Сен. | Окт. | Нояб. | Дек. | Год |
| ----------------------------- | ---- | ---- | ---- | ---- | ---- | ---- | ---- | ---- | ---- | ---- | ----- | ---- | --- |
| Средний суточный максимум, °C | −2,3 | −0,9 | 3,8  | 10,2 | 15,5 | 18,3 | 20,0 | 19,9 | 16,1 | 11,0 | 4,1   | −0,5 | 9,6 |
| Средняя температура, °C       | −5,9 | −4,4 | −0,4 | 5,3  | 10,3 | 13,3 | 14,9 | 14,6 | 11,0 | 6,2  | 0,8   | −3,5 | 5,2 |
| Средний суточный минимум, °C  | −9,5 | −7,9 | −4,6 | 0,3  | 5,1  | 8,2  | 9,7  | 9,3  | 5,8  | 1,3  | −2,5  | −6,4 | 0,7 |
| Норма осадков, мм             | 46   | 43   | 44   | 66   | 97   | 121  | 112  | 92   | 57   | 46   | 49    | 54   | 827 |
| Источник: Climate Data        |      |      |      |      |      |      |      |      |      |      |       |      |     |

## Восхождение на Говерлу
Большинство восхождений начинается с базы Заросляк, которая находится на высоте 1100 м. Добраться до базы можно пешком, на автомобиле или велосипеде, и легче всего это сделать из Ворохты или Верховины. С базы на вершину ведут две тропы — одна более пологая, общей длиной 4,3 км, другая более крутая — 3,7 км. Начиная пешеходный маршрут с базы Заросляк, покорить вершину в летнее время года не составит труда даже неподготовленным туристам.

## Галерея
- У подножия горы
- Красивый пейзаж с видом на Говерлу
- Закат солнца с видом на гору
- Спуск с Говерлы
- Вид на Говерлу с урочища Модрыны